# Exmoorponny
Exmoorponnyn är en hästras av ponnytyp som härstammar från det karga landskapet Exmoor i det nordöstra hörnet av Devon, England. Ponnyerna har funnits där i århundraden och har släktskap med grannponnyerna dartmoorponnyn. Ponnyn är alltid brun eller mörkbrun och utmärks av en ljusare mule, så kallad mjölmule och även lätt utstående ögon. 
Exmoorponnyn är en mycket gammal ras som har behållit mycket av de primitiva dragen, och rasen anses vara den moderna motsvarigheten till ponnytyp ett, en av de fyra första grundtyperna som utvecklades från de förhistoriska hästarna. Exmoorponnyn räknas idag in i två olika typer, Aclandtypen som härstammar från ponnyer som lämnades på hedarna under 1800-talet, samt Withypool-typen som är lite större, oftast har mörkare färg och rakare nosprofil.

## Historia

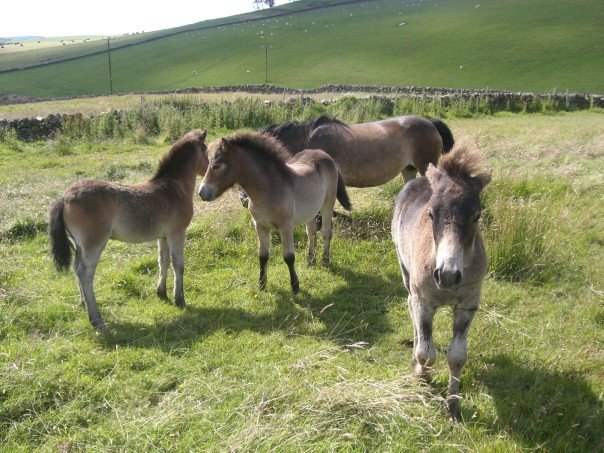
Halvvilda Exmoorföl på Exmoorheden

Exmoorponnyn är den äldsta av de brittiska inhemska hästraserna och är sannolikt ättling med de första ponnyerna i Storbritannien som levde där för 100 000 år sedan. Var exmoorponnyn ursprungligen kom ifrån är osäkert men fynd av ben och fossil visar stora likheter med de sista ponnyerna som vandrade över från Nordamerika till Europa för över 1 miljon år sedan. Exmoor är en isolerad plats med ett tufft och kargt landskap. Där har ponnyerna fått vara i fred i stort sett och utan tillförsel av främmande blod och har kunnat härdas naturligt. De första dokumentationerna om Exmoorponnyer gjordes i början av 1000-talet och då användes de små ponnyerna som dragdjur och även till att rida på och sköta och fösa boskap på hedarna. 
När Vilhelm II blev kung i England år 1087 blev Exmoorområdet jaktmarker åt kungligheterna och adeln men på kungens order skulle de små ponnyerna lämnas ifred och kunna ströva säkert på hedarna. Troligtvis försökte även en lokal anhängare av rasen att förbättra ponnyerna något genom att släppa lös en hingst av spanskt ursprung i hjorden. Hingsten var blackfärgad och fångades in på heden år 1815 och ingen visste hur den kom dit. Ponnyerna blev inte speciellt påverkade av det spanska blodet. 
Det skulle ta nästan 800 år innan markerna upphörde att tillhöra kungen. 1818 tillföll skogen lokala myndigheter och många av ponnyerna såldes av på auktion. Lokala uppfödare och bönder, som haft ett speciellt öga till rasen och reagerat när betesrättigheterna försvann för "deras" exmoorponny, köpte så många av ponnyerna som möjligt. Familjen Acland med Sir Thomas Acland i spetsen var en av de viktigaste jordägarna i området och med ett stort intresse för de vilda ponnyerna och Sir Thomas köpte de tjugo bästa ponnyerna som han lät brännmärka och stambokföra i en privat stambok. 
1899 grundades en egen avdelning för exmoorponnyerna i National Pony Society och 1921 grundades en egen avelsförening för rasen som arbetade för att uppmuntra aveln av exmoorponnyerna. Sekreteraren Colonel Munkton sammanställde den första stamboken med hjälp av de stamtavlor som Sir Thomas Acland hade skrivit ner men dessa förlorades sedan under andra världskriget.
Idag lever exmoorponnyer i halvvilt tillstånd på Exmoorheden, fast alla ponnyer har en ägare och ett speciellt utmärkt område där de får beta. Många exmoorponnyer föds även upp i fångenskap. Parkförvaltningen "The Exmoor National Park Authority" har etablerat två hjordar på Exmoorhedarna för att säkerställa rasens framtid i sin naturliga miljö. Varje år hålls en parad i Exford där hingstar visas upp och ägarna tävlar om olika premier. Även i augusti håller man uppvisningar för Exmoorponnyer, både hingstar och ston, där de visas upp under sadel, framför vagn eller för hand. Detta ökar intresset för rasen och säkerställer dess framtid.
Trots att ponnyn har varit känd så länge och är ganska populär är den relativt okänd utanför England och det finns enbart ca 800 exemplar i världen. Men rasen är inte utrotningshotad utan föds upp i ett stadigt tempo. Ca 300 av de kända exmoorponnyerna är avelsston, och det föds ca 30 föl varje år. 150 av avelsstona lever i vilt tillstånd. Rasen är klassad som utrotningshotad av Rare Breeds Survival Trust då det inte bara finns få exemplar kvar av rasen utan även för att det finns väldigt få blodslinjer. Detta gör att det finns väldigt lite avelsmaterial att utgå ifrån utan att riskera inavel.

## Registrering
Till skillnad från många andra raser så kan inte en exmoorponny registreras enbart för att både föräldrarna är registrerade exmoorponnyer. De halvvilda exmoorponnyerna drivs ner till gårdarna där alla nya föl granskas av inspektörer för att se att de möter standarden. Alla uppgifter skrivs ner i stamboken och ägaren får ett certifikat på att hästen är godkänd. Fölet brännmärks även med en stjärna på bogen och numret på hjorden den tillhör under stjärnan. Fölet får även ett eget nummer som bränns in på bakdelen. De hästar som inte kan typbestämmas skjuts upp till nästa års inspektion. 

## Utseende

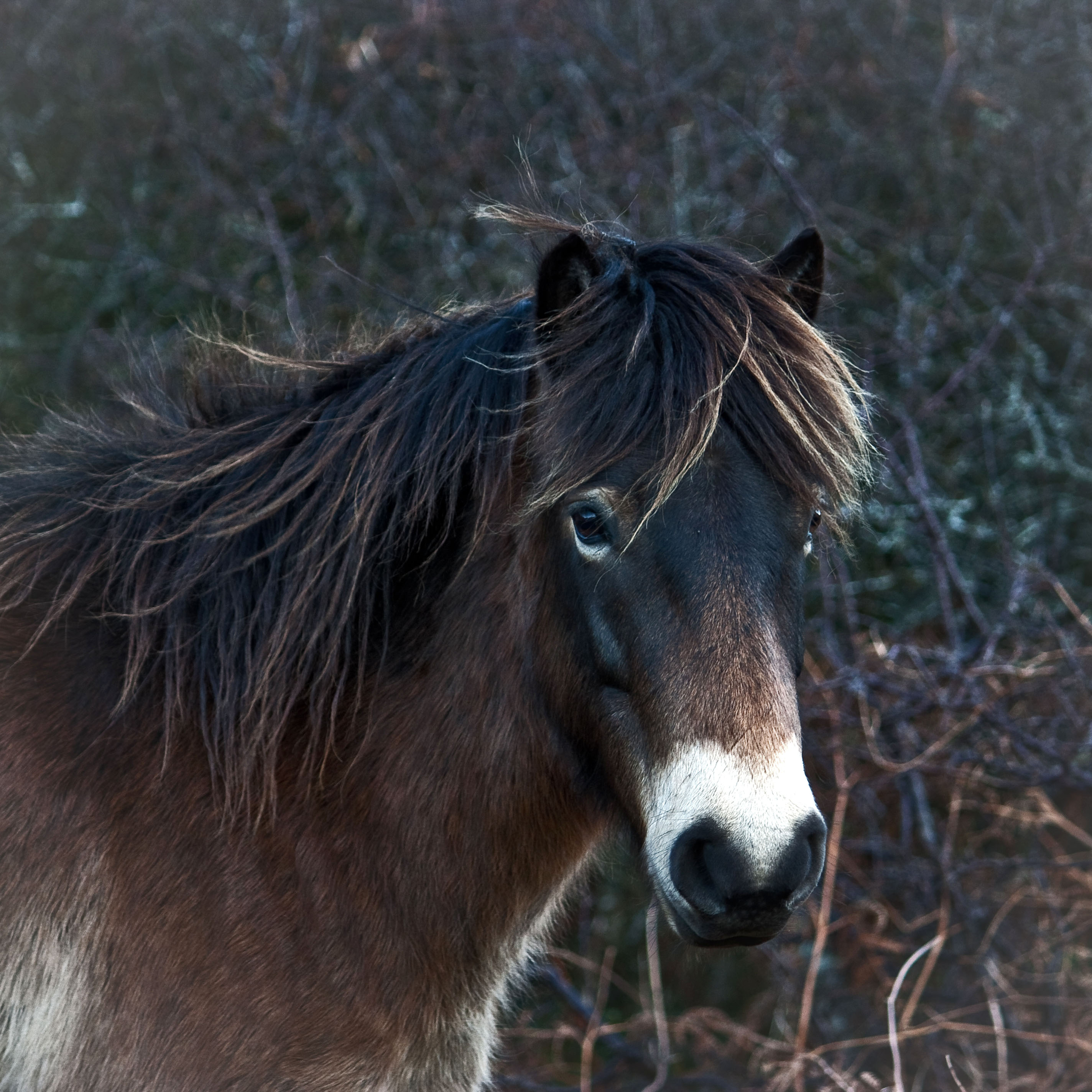
Exmoorponnyn har ofta "mjölmular" en ljusare mule som är ett primitivt tecken och visar på Exmoorponnyns uråldriga förflutna.

Exmoorponnyn har en typisk ponnykaraktär med ett relativt stort huvud med platt eller lätt utåtbuktande nosprofil. Ögonen är stora och är oftast lite utstående från huvudet, så kallat "grodögon". Ögonlocken är även kraftigt kupade och ögonbrynsbenen väl markerade, detta för att skydda ögonen från dåligt väder och vind. Näsborrarna är stora och hästarna har oftast mycket och tjockt tagel i både man, svans och pannlugg. Svansen har även kortare tagel vid roten som är ett speciellt skydd mot snö, en primitiv egenskap som bevisar teorin om att hästarna har levt vilda på hedarna sen många tusen år tillbaka. 
Käken är oftast lång och exmoorponnyns tänder är viktiga för dem. De möts exakt för att kunna bita av gräs och undvika att äta rötter med sand och grus. Under stamboksregistreringen kollas tänderna noggrant av inspektörerna. Benen är väl placerade, om än något korta men starka med hårda och tåliga hovar. Ponnyerna har en mankhöjd på ca 125 cm.  
Färgen är bland det viktigaste hos exmoorponnyerna. De får enbart vara olika varianter av brun eller mörkt brun, eventuellt med lätt röda inslag och mulen ska vara ljus, så kallad mjölmule, och även ljusare hud runt ögonen, inne i öronen, under buken och insidan av benen. I enstaka fall kan även borkfärgade hästar godkännas. Vita tecken är inte önskvärt hos hästarna och stora tecken är strikt förbjudet. Pälsen blir även väldigt tjock på vintern då hästarna får dubbel päls som skydd mot kyla. Pälsen är mycket värmande och vädertålig, tack vare det undre lagret som är kort och ulligt medan det övre lagret är längre och fett som är vattenavvisande. 
Idag delas exmoorponnyerna in i två olika typer: 
- Aclandtypen som är en familj av ponnyer där den största andelen individer härstammar från förvildade ponnyer som lämnades på hedarna under 1800-talet.
- Withypooltypen är något större än Aclandtypen, har oftast mörkare päls och rakare nosprofil.

## Egenskaper och användningsområde
Exmoorponnyn har blivit populär som ridponny för barn då de både ska vara bekväma att rida på och ha fina, balanserade rörelser. Ponnyn är även säker på foten och med ett lugnt och lätthanterligt temperament. Dock har hästarna kvar många primitiva instinkter som t.ex. rädsla för hundar som är vanligare bland äldre, vilda hästar som var tvungen att skydda sig från varg. Ibland kan även ponnyerna vara väldigt självsäkra och tuffa och typiskt ponnyraser kan de även vara ganska envisa.
Två hjordar har etablerats på Exmoorhedarna och de lever främst på 7 olika platser på hedarna. Dunkery, Deerpark, Blackpitts, Codsend Moor, Withypool Common, Porlock Common och Warren Farm. Exmoorponnyn föds bäst upp i vilt tillstånd vilket gör dem motståndskraftiga mot sjukdomar och mycket härdiga. De ponnyer som föds upp i fångenskap visar ofta inte lika bra motstånd mot sjukdomar och uppfödare får oftast återgå till att korsa sina hästar med de vilt strövande ponnyerna för att förbättra sina hästar. Exmoorponnyerna är starka och kan med lätthet bära en vuxen ryttare. 
I fångenskap blir dock exmoorponnyerna något lättare att hantera och i England används exmoorponnyer till turridning ut på hedarna för att titta på de vilda flockarna. Ibland korsas exmoorponnyer med engelska fullblod och avkommorna blir ofta utmärkta ridhästar.   